# 水島 (秋田県)
水島（みずしま）は、秋田県男鹿市にある日本の無人島。

## 概要
男鹿半島の北東端である入道崎の沖合に浮かぶ無人島。1973年に入道埼灯台の光を反射するための照射灯が設置されている。
島の周辺は漁場となっており、上陸は制限されているものの灯台に隣接する専用埠頭から発着するグラスボート（4月下旬から10月下旬まで営業）が島の近くを遊覧する。
入道崎からよく見える。

## 歴史
1810年菅江真澄は丸木舟に乗り、畠埼（入道埼 現在の畠漁港）から水島へ渡る。 菅江真澄は「少しの風でも波に隠れそうなので『水島』の名がついたのだろう」としている。
水島に渡ってからは「女は磯に集まってワカメなどの海藻を採っている。 男は腰に魚刺（うおさし）といって鉄の鑿のようなものをつけて海に潜り、鮑やサザエを担ぎ上げてくる。 南北に長い岬からは、北には岩木山、東には森良山、寒風山、赤神嶽などが雲の中から見える」と記している。また、離れた磯には女童がシタダミ（巻貝の一種）を拾いながら歌を歌っていた。(『男鹿の鈴風』)
1884年の『秋田男鹿名勝誌』では、「男鹿群島最大の島で、畠村の生計の三分の一はこの島にある」としている。